# Den rette ånd
Den rette ånd er en dansk komediefilm fra 2005, instrueret af Martin Strange-Hansen og skrevet af Strange-Hansen og Flemming Klem.

## Handling
Den middelmådige tryllekunstner Poul (Ken Vedsegaard) bliver kontaktet af den, på mange områder, kriseramte forsikringsagent, Arne (Jesper Asholt), der tilbyder Poul en indbringende idé: Hvis Poul spiller clairvoyant spøgelsesjæger, og Arne udnytter sine menneskekundskaber og sit store kundekartotek, kan de både tjene penge og gøre folk glade.

## Medvirkende
- Ken Vedsegaard
- Jesper Asholt
- Sofie Gråbøl
- Ellen Hillingsø
- Charlotte Munksgaard
- Laura Bro
- Troels II Munk
- Lene Tiemroth
- Lars Ranthe
- Lasse Lunderskov
- Michael Larsen